# Bell XH-15
Bell XH-15 (Bell Model 54) là một loại trực thăng thông dụng 4 chỗ, do hãng Bell Helicopter thiết kế chế tạo dành cho nhiệm vụ liên lạc và thông dụng trang bị cho Lục quân Hoa Kỳ và Không quân Hoa Kỳ.

## Biến thể
XR-15
XH-15

## Quốc gia sử dụng
Hoa Kỳ
- Không quân Hoa Kỳ

Đặc tính tổng quát
- Kíp lái: 1
- Sức chứa: 3
- Chiều dài: 27 ft 10 in (8,49 m)
- Chiều cao: 8 ft 10 in (2,68 m)
- Trọng lượng cất cánh tối đa: 2.795 lb (1.268 kg)
- Động cơ: 1 × Continental XO-470-5 , 475 hp (354 kW)
- Đường kính rô-to chính:  37 ft 4 in (11,38 m)

Hiệu suất bay
- Vận tốc cực đại: 106 mph; 92 kn (170 km/h)
- Tầm bay: 199 mi; 173 nmi (320 km)
- Trần bay: 20.013 ft (6.100 m)